# 雎村墓地
雎村墓地位于中国山西省运城市绛县卫庄镇雎村村北。

## 保护
2021年8月4日，雎村墓地公布为第六批山西省文物保护单位，古墓葬类，年代为西周，编号6-271。	